# قائمة ملاعب كأس القارات
هذه المقالة تتحدث عن ملاعب التي لعبت فيها بطولة كأس القارات بجميع نسخها.

## كأس الملك فهد 1992 في السعودية
| الملعب                | المدينة | عدد المباريات | السعة  |
| --------------------- | ------- | ------------- | ------ |
| ملعب الملك فهد الدولي | الرياض  | 4             | 67.000 |

## كأس الملك فهد 1995 في السعودية
| الملعب                | المدينة | عدد المباريات | السعة  |
| --------------------- | ------- | ------------- | ------ |
| ملعب الملك فهد الدولي | الرياض  | 6             | 67.000 |

## كأس القارات 1997في السعودية
| الملعب                | المدينة | عدد المباريات | السعة  |
| --------------------- | ------- | ------------- | ------ |
| ملعب الملك فهد الدولي | الرياض  | 16            | 67.000 |

## كأس القارات 1999في المكسيك
| الملعب       | المدينة      | عدد المباريات | السعة   |
| ------------ | ------------ | ------------- | ------- |
| ملعب أزتيكا  | مدينة مكسيكو | 8             | 114.600 |
| ستاد خاليسكو | غوادالاخارا  | 8             | 66.000  |

## كأس القارات 2001في كوريا واليابان
| الملعب                        | المدينة          | عدد المباريات | السعة  |
| ----------------------------- | ---------------- | ------------- | ------ |
| ملعب ديغو                     | ديغو             | 2             | 86.000 |
| ملعب كاشيما لكرة القدم        | كاشيما           | 3             | 40.728 |
| ملعب توهوكو دينريوكو بيغ سوان | نييغاتا، نييغاتا | 3             | 43.300 |
| ملعب سوون كأس العالم          | سوون             | 3             | 43.000 |
| ملعب أولسان مونسو لكرة القدم  | أولسان           | 3             | 44.102 |
| ملعب يوكوهاما الدولي          | يوكوهاما         | 2             | 73.237 |

## كأس القارات 2003في فرنسا
| الملعب              | المدينة    | عدد المباريات | السعة  |
| ------------------- | ---------- | ------------- | ------ |
| ملعب جيرلان         | ليون       | 5             | 41.044 |
| ملعب فرنسا          | سانت إتيان | 6             | 81.338 |
| ملعب جيوفري جويشارد | سان دينس   | 5             | 35.616 |

## كأس القارات 2005في ألمانيا
| الملعب             | المدينة   | عدد المباريات | السعة  |
| ------------------ | --------- | ------------- | ------ |
| ملعب راين إنرجي    | كولونيا   | 3             | 46.120 |
| ملعب فريتز والتر   | فرانكفورت | 4             | 48.132 |
| أي دبليو دي-أرينا  | هانوفر    | 3             | 44.652 |
| ملعب ريد بول أرينا | لايبزيغ   | 3             | 44.200 |
| ملعب نورنبرغ       | نورنبرغ   | 3             | 41.926 |

## كأس القارات 2009في جنوب إفريقيا
| الملعب               | المدينة   | عدد المباريات | السعة  |
| -------------------- | --------- | ------------- | ------ |
| ملعب فري ستيت        | روستنبرغ  | 4             | 48.000 |
| ملعب إليس بارك       | جوهانسبرغ | 5             | 62.567 |
| ملعب لوفتوس فيرسفيلد | بريتوريا  | 3             | 51.762 |
| ملعب رويال بافوكينغ  | لايبزيغ   | 4             | 42.000 |

## كأس القارات 2013في البرازيل
| الملعب               | المدينة        | عدد المباريات | السعة  |
| -------------------- | -------------- | ------------- | ------ |
| ملعب مينيراو         | بيلو هوريزونتي | 3             | 62.547 |
| ملعب برازيليا الوطني | برازيليا       | 2             | 70.064 |
| ملعب كاستيلاو        | فورتاليزا      | 3             | 64.846 |
| أرينا سيداد دا كوبا  | ريسيفي         | 2             | 43.921 |
| ملعب ماراكانا        | ريو دي جانيرو  | 3             | 76.804 |
| أرينا فونتي نوفا     | سالفادور       | 3             | 55.000 |

## كأس القارات 2017في روسيا
| ملعب كريستوفسكي | ملعب سبارتاك       |
| السعة: 68,134   | السعة: 45,360      |
|                 |                    |
| كازان           | سوتشي              |
| كازان أرينا     | ملعب فيشت الأولمبي |
| السعة: 45,379   | السعة: 47,659      |
|                 |                    |